# Contribuição especial
Na legislação tributária brasileira, a contribuição especial é um tributo cujo resultado da arrecadação é destinado ao financiamento da seguridade social (assistência social, previdência social e saúde), de programas que impliquem intervenção no domínio econômico, ou ao atendimento de interesses de classes profissionais ou categorias de pessoas, servindo-os de benefícios econômicos ou assistenciais.

## Exemplos de contribuições especiais.
- INSS
- PIS/PASEP
- COFINS
- CSLL
- CPMF (não mais vigente)
- CIDE
- CONDECINE (não mais vigente)
- Contribuições ao "Sistema S" (Senai, Sesi, Sebrae, Sesc, Sest, etc)
- Contribuições aos Órgãos de Fiscalização Profissional (OAB, CRC, CREA, CRECI, CORE, CRQ, etc)
- OBS: este rol (lista) de contribuições especiais é parcial. Caso tenha conhecimento de algo mais contribua e ajude o próximo como você foi ajudado.